# 호찌민 시립 박물관

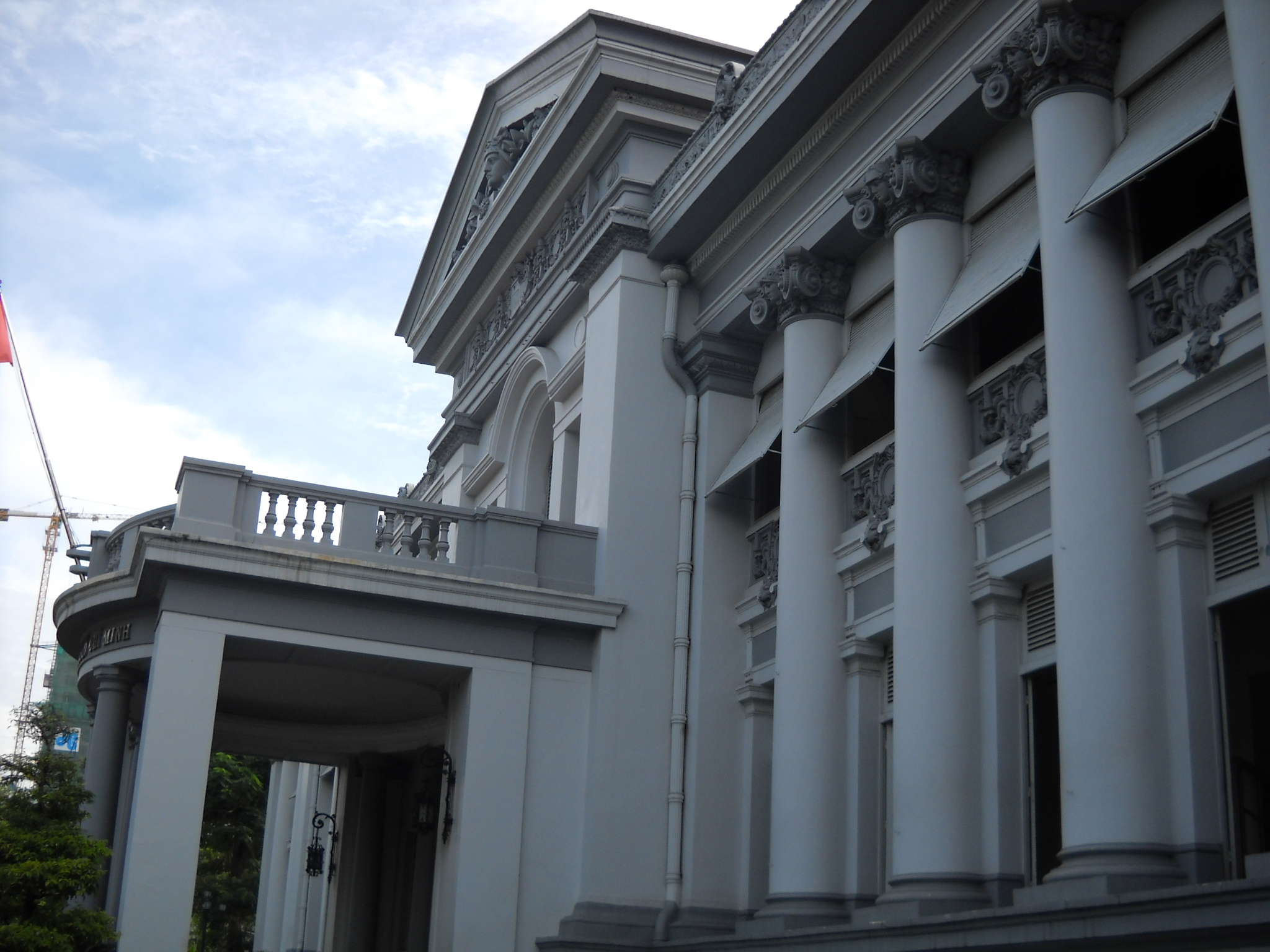
호찌민 박물관

호찌민 시립 박물관(베트남어: Bảo tàng Thành phố Hồ Chí Minh)은 베트남 호찌민시에 있는 박물관이다. 냐롱(용의 집)이라고도 부른다. 이 박물관은 호찌민이 입었던 옷과 신발 등 사용했던 물건들이 전시되어 있다. 박물관은 통일궁 근처의 리뜨쫑 거리와 남끼코이 니야 거리의 코너에 2헥타르의 부지에 위치해 있다.

## 역사

### 프랑스령 인도차이나
쟈롱궁의 건설은 프랑스 건축가 알프레드 폴홍스 설계로 남베트남에서의 물산과 상품을 전시하고, 박람회용으로 1885년에 시작되어 1890년에 완공되었다. 그러나 이 건물은 앙리 엘르와 다넬(1850 - 1898) 때부터 코친차이나 총독의 관저로 사용되었다.

### 제2차 세계대전
1945년, 이 궁의 용도는 여러 번 바뀌었다. 일제의 육군이 3월 9일 프랑스령 인도차이나 정권을 전복하고, 당시 프랑스 총독이던 에르네 티모시 외펠은 포로가 되었으며, 이 궁은 일본 총독 유시오 미노다의 관저가 되었다.
8월 14일, 일본군은 괴뢰정권인 베트남 제국에 이 궁을 양도했고, 응우옌 반 쌈 중장의 관저로 사용되었다.
8월 25일, 비엣민이 이곳을 점령하여 응우옌 반 쌈과 호반냐 중장을 체포했다. 이 건물은 남베트남의 임시지도부의 본부로 사용된 이후 남베트남 인민위원회로 이름을 개명했다.
9월 10일, 영국군 로이 중령이 이 궁을 접수하고, 인민위원회를 퇴거하고 연합군 본부로 사용했다.
10월 5일, 필립 레클레르 장군에 의해 인도차이나의 프랑스군 임시 본부로 사용되었다. 고등판무관인 조르제 티에리 다르장리외가 노로돔궁을 새 지휘소로 선택한 이후, 이 궁은 공식적인 남베트남 프랑스군 본부로서 레클레르 장군의 직무실로 사용되었다.

### 베트남국
1932년 6월 2일 프랑스 정부는 인도차이나를 재건한 후 이 건물을 베트남국 임시 정부에 주어서 본부를 설립하게 했다. 그것은 이후 고급스런 궁전으로 변모하여 베트남 총리의 공식 거주지로 이용되었으며, 짠반우가 총리가 되었다.
1950년 1월 9일, 6000명이 넘는 학생들과 교육 강사들에 대한 대규모 항의는 베트남 독립을 지지하며 체포된 학생들의 석방을 요구했다. 13시에, 짠반우 총리는 경찰에게 시위대를 진압하라고 명령하였고, 150명의 사람들을 체포되고, 30명이 부상을 당했으며, 페트러스끼 고등학교에서 온 학생인 짠반언 1명은 부상으로 사망했다. 1950년 1월 12일 짠반언의 장례식에는 25,000명의 참석자가 있었다.

### 베트남 공화국
1954년 6월 26일부터 9월 7일까지 노로돔 궁전이 여전히 프랑스 고등 판무관장이 점유하고 있었기 때문에, 이 궁전은 임시로 수상이었던 응오딘지엠의 관저로 사용되었다.

### 베트남 민주 공화국
1975년 이후 건물은 일시적으로 특정 목적으로 이용할 수 없었다. 1978년 8월 12일 호치민시 인민 위원회는 호치민시의 혁명박물관으로 사용하기로 결정했으며, 1999년 12월 13일에 시립 박물관으로 개명되었다.

## 같이 보기
- 호찌민 박물관